# Slag bij Noville
De Slag bij Noville, in de oudere literatuur soms ook Slag bij Neuville genoemd, was een militair conflict in middeleeuws België. De veldslag vond op 1 augustus 1194 in de buurt van Namen plaats, nabij Noville-sur-Mehaigne (gemeente Éghezée in de provincie Namen). Graaf Boudewijn V/VIII van Henegouwen-Vlaanderen, bijgenaamd de Moedige, versloeg er een coalitie rijksvorsten van Neder-Lotharingen onder leiding van hertog Hendrik III van Limburg.

## Achtergrond
Graaf Boudewijn V van Henegouwen was er in enkele jaren tijd in geslaagd van een eerder lagere leenman van het voormalige Neder-Lotharingen aan de grens van het Heilige Roomse Rijk met het koninkrijk Frankrijk op te klimmen tot een van de machtigste heersers van deze regio door achtereenvolgens rond 1188 van zijn oom Hendrik I de Blinde, graaf van Luxemburg, het graafschap Namen te ontfutselen en in 1191 (door zijn huwelijk met Margaretha van de Elzas) het grote graafschap Vlaanderen iure uxoris wist te verwerven. Deze machtstoename van Boudewijn had de andere vorsten van Neder-Lotharingen ertoe gebracht zich te verenigen, onder leiding van Hendrik de Blinde en hertogen Hendrik III van Limburg en Hendrik I van Leuven-Brabant.
De politieke spanningen leidden in 1193 uiteindelijk tot een uitbarsting van vijandigheden, na de bisschopsverkiezing in Luik, waarin de hertog van Limburg in strijd met het canonieke recht een van zijn zoons had laten verkiezen. Aangezien het bisdom luik de wereldlijke leenheer van Boudewijns graafschap Henegouwen was, had graaf Boudewijn V zich natuurlijkerwijs zich bij de tegenstanders van deze verkiezing gevoegd, die de steun van paus Celestinus III kregen. Het conflict werd uiteindelijk met de wapens uitgevochten toen de coalitie tegen Boudewijn met een leger onder leiding van de hertog van Limburg in de streek rond Namen binnenviel en daar op 1 augustus 1194 bij Noville-sur-Mehaigne door graaf Boudewijn V tot de strijd werd gedwongen.

## De veldslag en haar gevolgen
Als deelnemers aan de slag worden genoemd:
| Huis Vlaanderen | Neder-Lotharingse coalitie |
| --- | --- |
| Graaf Boudewijn V/VIII van Henegouwen-Vlaanderen Boudewijn van Vlaanderen Robert van Wavrin, seneschalk van Vlaanderen Nicolaas IV van Rumigny | Hertog Hendrik III van Limburg Hendrik (IV) van Limburg Walram van Limburg Simon van Limburg, bisschop van luik Graaf Frederik III van Vianden Graaf Albert II van Dagsburg Gerard van Gulik |

Over de afloop van de veldslag zijn er geen gedetailleerde verslagen beschikbaar in onze bronnen. Er wordt slechts vermeld dat de graaf van Henegouwen-Vlaanderen, ondanks de numerieke minderheid van zijn strijdmacht, onder de strijdkreet "Hainaut au noble comte" een volledige overwinning had behaald, terwijl aan de kant van Lotharingen velen de dood hadden gevonden. De hertog van Limburg en zijn oudste zoon zouden worden gevangengenomen, en zich later moeten vrijkopen, terwijl de andere hoge edelen zouden zijn gevlucht.
Met zijn overwinning wist Boudewijn V van Henegouwen het in jaren daarvoor samengevoegde territoriale conglomeraat van zijn familie te bewaren. Zijn stokoude oom, Hendrik de Blinde, moest daarentegen het onherstelbare verlies van voorvaderlijke erfgoed, meer bepaald het Graafschap Namen, definitief aanvaarden en liet bij zijn dood in 1196 slechts het hertogdom Luxemburg na aan zijn jonge erfgename Ermesinde. De slag had tegelijkertijd de investituurstrijd in het bisdom Luik beslist, doordat daar in 1195 de Limburgse bisschop aan zijn ambt moest verzaken.

## Overlevering
Onze voornaamste bron voor de slag bij Noville is het Chronicon Hanoniense ("De Henegouwse Kroniek") van de geestelijke Giselbert van Bergen, die een aanhanger van de graaf Boudewijn V van Henegouwen was.